# Gudea
Gudea (sumersko 𒅗𒌤𒀀, Gu3-de2-a) je bil od okoli 2144–2124 pr. n. št.  vladar (ensi) mestne države Lagaš v južni Mezopotamiji. Gudea verjetno ni bil iz Lagaša, ampak se je tja priselil po poroki z Ninalo, hčerko mestnega vladarja Ur-Babe (vladal 2164–2144 pr. n. št.). Nasledil ga je sin Ur-Ningirsu. Gudea je vladal v obdobju, ko je v osrednji Sumeriji vladala Gutska dinastija, na severu v Mariju pa Ištub-Ilum. Lagaš je med njegovim vladanjem doživljal zlato dobo in bil, tako kaže, dokaj neodvisen od Gutov.

## Napisi
Napisi omenjajo, da je Gudea zgradil templje v Uru, Nipurju, Adabu, Uruku Bad-tibiri, kar kaže na naraščanje njegovega vpliva v Sumeriji. Njegov predhodnik Ur-Baba je svojo hčerko že pred poroko imenoval za glavno svečenico boginje Nane v Uru, kar kaže tudi na njegovo veliko politično moč. Gudea je vladal dvajset let. Edini vojaški konflikt se je zgodil v šestem letu njegovega vladanja, ki se imenuje "Leto, v katerem je bil Anšan napaden z orožjem".

## Naslov
Gudea je izbral vladarski naslov ensi (mestni kralj ali guverner) in ne bolj zvenečega naslova lugal (akadsko šarrum), čeprav se je naslavljal tudi z "bog Lagaša". Trdil je, da je osvojil Elam in Anšan, njegovi napisi pa bolj poudarjajo gradnjo namakalnih kanalov in templjev in ustvarjanje dragocenih darov za bogove. Gradiva za zgradbe in kipe je dobival iz vseh delov zahodne Azije: cedrovino iz gorovja Amanus, lomljen kamen iz Libanona, baker iz severne Arabije, zlato in dragulje iz pokrajin med  Kanaanom in Egiptom, diorit iz Magana (Oman) in les iz Dilmuna (Bahrajn).

## Kipi
Med izkopavanji Telloha (starodavni Girsu) je bilo doslej najdenih šestindvajset kipov Gudee, večina preostalih pa izvira iz trgovanja z umetninami. Prvi kipi so bili izdelani iz apnenca, lojevca in alabastra, kasnejši pa iz dragocenejšega eksotičnega diorita. Diorit so uporabljali že stari sumerski vladarji, med njimi tudi Entemena (vladal okoli 2400 pr. n. št.). Na kipih so  tudi napisi, ki opisujejo trgovanje, vladanje in religijo. Kipi so bili ena od številnih novosumerskih umetniških oblik.

## Omemba Goe
Prva znana omemba Goe v Indiji je verjetno omemba Gubija med vladanjem Gudee. V tem času so Sumerci vzpostavili trgovinske stike z Indijo.

## Religija
Zdi se, da so bile prošnje bogovovov pod Gudeo in njegovimi nasledniki bolj ustvarjalne in pristne kot pred njim: medtem ko so akadski kralji sledili starim vzorom in pozivali na prekletstvo potomcev in rušenje temeljev tistih, ki so vandalizirali stele, so kralji Lagaša bogovom pošljali različna sporočila. Ko je Akadsko kraljestvo izgubilo oblast nad južno Mezopotamijo, so postal časi nasilni, zato je največ Gudejeve pozornosti užival bog vojne Ningirsu. Četudi Gudea omenja samo en vojaški uspeh, številne podrobnosti kažejo, da obdobje ni bilo mirno.

## Reforme
Med verjetno najbolj poštene socialne reforme, uvedene med vladanjem Gudee, spadata odpis dolgov in omogočanje ženskam, da so dobile v last družinsko zemljo. Reforme kažejo na vrnitev k starim lagaškim izročilom.
Njegova vladavina je bila obdobje umetniškega razvoja, večino pozornosti pa je vsekakor posvečal bogu vojne Ningirsuju. Zanj so izdelovali velike pozlačene kije, kopja in sekire. Njegovo predanost je še posebej navdihovalo dejstvo, da je bil Ningirsu njegov osebni bog in od nekdaj glavni bog Lagaša.
V trgovinskih zadevah je Lagaš pod Gudeo vzpostavil obsežne trgovinske stike  z oddaljenimi kraljestvi. Po njegovih lastnih zapisih je Lagaš uvažal cedrovino iz Libanona in Sirije, diorit iz vzhodne Arabije, baker in zlato iz srednje in južne Arabije ter s Sinaja. Njegove vojske so sodelovale v bitkah v Elamu vzhodno od Lagaša.
Na Gudejevih valjih, napisanih po njegovi smrti (okoli leta 2125 pr. n. št.), je zapisan mit Gradnja Ningirsujevega templja.  Besedilo kaže privlačno sliko južne Mezopotamije in "duh bratske ljubezni" in omenja samo en regionalen konflikt. Gudea je razen templja v Lagašu zgradil še več drugih templjev.
Njegov naslednik na položaju vladarja Lagaša, Ur-Ningirsu, se je naslavljal z "Ur-Ningirsu, vladar Lagaša, sin Gudee, vladarja Lagaša, ki je zgradil Ningirsujevo hišo".

## Mednarodni odnosi
V enem od napisov Gudea omenja trgovce iz Meluhe, ki so prišli v Sumerijo prodajat zlat prah, karneole in drugo blago. V drugem napisu omenja zmago v Maganu, Meluhi, Elamu in Amurruju.
Na Gudejevih valjih Gudea pravi: "V svetu bom razširil spoštovanje do svojega templja, da se bo pod mojim imenom  v njem zbralo celo vesolje. Magan in Meluha se bosta spustila s svojih gora, da se udeležita zbora " (valj A, IX). Na valju B, XIV, omenja svoje naročilo "blokov lapisa lazuli in svetlega karneola iz Meluhe".

## Kasnejši vpliv
Gudejev videz je povsem znan s številnih kipov ali idolov, na katerih je upodobljen izjemno realno. Kipi so stali v templjih po celi Sumeriji. Gudea je očitno želel, da bi potomci vedeli, kako je zgledal, kar mu je povsem uspelo. Česa takega si običajni ljudje seveda niso mogli privoščiti.
Gudea je bil za Sargonom Akadskim eden od prvih vladarjev, ki je zahteval, da ga razglasijo za božanstvo ali da to storijo po njegovi smrti. Nekaj njegovih podvigov je bilo kasneje vključenih v Ep o Gilgamešu.
Po njegovi smrti je vpliv Lagaša usihal, dokler ga ni vojaško porazil Ur-Nammu, katerega Tretja urska dinastija je postala vladajoče sila v južni Mezopotamiji.